# Стадион ТКјуЛ
Стадион ТКјуЛ (енгл. TQL Stadium) је фудбалски стадион у Синсинатију, Охајо. То је дом ФК Синсинатија, тима из Мејџор лиге фудбала (МЛС) који је привремено играо на стадиону Ниперт исто лоциран у Синсинатију. Стадион се налази у насељу Вест Енд, на некадашњем месту стадиона Старгел на Централ Парквеју у улици Вејд. Изградња стадиона је коштала око 250 милиона долара и прима 26.000 гледалаца.
Изградња новог стадиона је предложена 2016. године, као део понуде тима за франшизу за проширење МЛС-а, а листа локација је достављена уз понуду у јануару 2017. године. Ужи избор од три локације у Оклију, Вест Енду, и Њупорту, Кентаки , објављено је у мају 2017. Локација Вест Енда је изабрана почетком 2018. године и одобрена у априлу исте године кроз уговор о размени земљишта са државним школама у Синсинатију. МЛС је 29. маја 2018. објавио да је фудбалски клуб Синсинати добио одобрење за проширење, да би 2019. године почео да игра на стадиону Ниперт. Свечаност постављања камена темељца одржана је 18. децембра 2018. године, а стадион је званично отворен 16. маја 2021. године.

## Финансирање
Изградња стадиона коштала је 250 милиона долара, при чему је већина средстава долазила од ФК Синсинатија и његове власничке групе. Клуб је такође финансирао 6,2 милиона долара за побољшање Вест Енда и 10 милиона долара за нове фудбалске стадионе у средњим школама, поред 25 милиона долара јавним школама у Синсинатију као део уговора о коришћењу земљишта. Побољшања инфраструктуре око стадиона, 34 милиона долара, су финансирана из градских фондова, такође из програма локалног округа за финансирање повећања пореза и 19 милиона долара из округа Хамилтон и државе Охајо. У јуну 2018. године клуб је именовао Америчку банку као финансијског партнера за пројекат.

## Догађаји

### Фудбал

#### Међународни мечеви (мушкарци)
| Датум              | Селекција #1     | Резултат | Селекцоја #2 | Турнир                                                                  | Гледалаца |
| ------------------ | ---------------- | -------- | ------------ | ----------------------------------------------------------------------- | --------- |
| 12. новембар 2021. | Сједињене Државе | 2 : 0    | Мексико      | Квалификације за Светско првенство у фудбалу 2022 – Конкакаф трећи круг | 26.000    |

#### Међународни мечеви (жене)
| Date               | Team #1          | Result | Team #2  | Tournament  | Spectators |
| ------------------ | ---------------- | ------ | -------- | ----------- | ---------- |
| 21. септембар 2021 | Сједињене Државе | 8 : 0  | Парагвај | Пријатељска | 22.515     |

### Концерти
ТКјуЛ стадион треба да угости енглески рок бенд The Who 15. маја 2022. године, у оквиру турнеје „Д Ху Хитс Бек”. Биће то први концерт бенда у граду од катастрофе на једној од њихових наступа 1979. године.  Догађај ће бити први концерт одржан на стадиону.